# Клавдіан
Клавдій Клавдіан (лат. Claudius Claudianus) (370—404) — видатний поет пізньої Римської імперії, майстер панегірику.

## Життєпис
Народився в Александрії (Єгипет). До середини 390-х років навчався у рідному місті. Тут він набув досвіду складання панегіриків та панегіричних епосів. З 395 року почалася його успішна кар'єра придворного поета. Він переїхав до Риму, а потім й Равенни. Все своє подальше життя Клавдіан провів при дворі імператора Гонорія. Мав покровительство могутнього римського державця Стіліхона.
Клавдіан писав латиною, його мова була вишуканою, часто використовував гекзаметр. Всього відомо 17 його творів. Клавдіан писав не лише панегірики, а й вірші, епіталамії. Найпопулярнішим твором є незавершена поема «Викрадення Прозерпіни».

## Твори
- Панерігик консулам Пробіну та Олібрію. 395 рік.
- Панегірик на третє консульство імператора Гонорія. 396 рік.
- Панегірик Маллію Феодору. 399 рік.
- Інвектива «Проти Руфіна».
- Інвектива «Проти Євтропія».
- Панегирик четвертому консульству Гонорія.
- Панегірик шостому консульству Гонорія
- Панегірик консулу Стиліхону.
- «Гільдонова війна». 403 рік
- «Потенцька або готська війна». 403 рік.
- Епіталамій на шлюб Гонорія та Марії.
- «Викрадення Прозерпіни». 404 рік.